# 索诺木喇布坦
索诺木喇布坦（?—1936年7月1日），又译索特那木喇布坦、索诺木拉布坦，别号松龄，人称索王，蒙古族，锡林郭勒盟乌珠穆沁右翼旗人，扎萨克车臣亲王。清末、中华民国大陆时期内蒙古政治人物。

## 生平
索诺木喇布坦是阿勒坦呼雅克图之子，于1898年袭其扎萨克车臣亲王爵位。曾任锡林郭勒盟乌珠穆沁右旗札萨克。1928年10月19日，任察哈尔省政府委员，任至1931年1月14日。1932年10月27日，任察哈尔省锡林郭勒盟保安长官。1933年8月29日，再度出任察哈尔省政府委员。
1934年3月7日，任蒙古地方自治政务委员会副委员长，并担任锡林郭勒盟盟长。1936年1月8日至4月30日，任蒙古地方自治政务委员会委员长。同年5月，任日本扶植的蒙古军政府副主席。
1936年7月1日，索诺木喇布坦逝世。